# Brasão de Taubaté
O Brasão de Taubaté foi idealizado pelo historiador Afonso d'Escragnolle Taunay, que foi membro da Academia Brasileira de Letras, quando este era o diretor do Museu Paulista (Museu do Ipiranga). O desenho foi feito pelo heraldista José Wasth Rodrigues, tendo sido oficializado pela Lei Municipal nº 247 de 18 de março de 1926, assinada pelo então prefeito da cidade, o empresário Félix Guisard.
Em 1930, Taunay sugere o acréscimo dos símbolos do Comércio e Indústria (no caso, a roda dentada do atual brasão) no brasão do município, por indicação da comissão Municipal nomeada para apreciação das sugestões.
Porém, essa oficialização se deu somente na administração do prefeito José Luiz de Almeida Soares, pela Lei Municipal n° 2/50, de 21 de março de 1950.
No texto dessa lei, consta a descrição do brasão

## Erro de confecção
O brasão de Taubaté possui um erro na coroa-mural. A coroa-mural reservada às cidades deve possuir cinco torres, e não apenas três, como se utiliza no brasão de Taubaté.
Outro erro é a cor da coroa-mural, que deveria ser prateada, e não dourada, cor que se reserva somente ao brasão das capitais.